# Епитафи у Грабу
Епитафи у Грабу представљају значајна демографска, епиграфска и фамилијарна сведочанства преписана са споменика на два гробља - Илића и Рајичића, као и крајпуташа у драгачевском селу Граб, Општина Лучани.
Село Граб смештено је у подгорини планине Јелице. Са североистока граничи се са атарима чачанских села Јездина, Лозница, Атеница и Транава, док су са драгачевске стране Горачићи, Рогача, Тијање и Зеоке. Кроз село пролазе два пута (преко потеса Плоче и преко Карауле) који повезују Гучу и Чачак.
Случајни налази на локалитету Градина и обимна археолошка истраживања вођена 80-их година 20. века сведоче да је простор Граба био насељен још од неолита. Најзначајнији археолошки слој представљају остаци рановизантијског утврђеног града са три базилике из 6. и 7. века.
Село Граб се први пут помиње у турском дефтеру из 1528. године. У 18. веку село је имало бега и било прилично насељено. Спискови становника од 16. века до 1863. године (када је извршен први општи попис становништва и имовине Кнежевине Србије) публиковани су у књизи „Становништво Драгачева”.
У Грабу постоје остаци више средњовековних гробаља. Најстарије се налазило на Рајичића клику - Глоговцу. Од 19. века становници Граба се сахрањују на два сеоска гробља - Илића (Јовичића) гробљу које данас припада атару села Зеоке и Рајичића гробљу. Фамилија Шипетић засновала је своје породично гробље.

## Илића гробље

### Надгробни споменик Јовани Ковачевић (†1838) у Грабу
1838
Зде почива раба божа ИОВАНА Супруга Иована Ковачевића

### Надгробни споменик Стамени Стеванчевић (†1838) у Грабу
1838
Зде почива СТАМЕНА Супруга Дмитра Стеванчевића

### Надгробни споменик Добрици Илићу (†1839) у Грабу
ОВДЕ ПОЧИВАЮ
КОСТИ
ДОБРИЦЕ ЇЛИЋА
1839

### Надгробни споменик Станици Илић (†1840) у Грабу
овде почива земни остатак СТАНИЦЕ супруге Обрада Илића из Села Граба
поживи 52 лет. и умре 26-г Јануарија у 1840 л:
писо Слова резац им: М: Милош ковачевић из с: Губерева[ца]

### Надгробни споменик Маринку Илићу (†1846) у Грабу
Овде почива раб Божи МАРИНКО син мијаила илића Ж: села Граба
поживи 27. г: и престависе 26. Марта 1846. Г:
написа Радосав чикириз из села ртију

### Надгробни споменик Милосаву Цики (†1846) у Грабу
1846
Зде почива МИЛОСАВ ЦИКА живи 50 г.

### Надгробни споменик Обраду Стеванчевићу (†1848) у Грабу
овде почива раб Божи ОБРАД СТЕВАНЧЕВИЋ
живи. г. 40 престависе 1848

### Надгробни споменик Анђелији Цики (†1848) у Грабу
Овде по: АНЂЕЛИЈА девојка кћи милосава цике 1848

### Надгробни споменик Станији Цики (†1850) у Грабу
Овде почива СТАНИА дева кћи милосава цике 1850

### Надгробни споменик Петронију Илићу (†1850) у Грабу
1850
Овде почива р.б. ПЕТРОНИЕ ИЛИЋ из Граба поживи 60 г. умре 20 јануар

### Надгробни споменик Миловану Илићу (†1851) у Грабу
Овде почива раб божи МИЛОВАН ИЛИЋ из Граба бив. тргов. Марвенокуп.
поживи г. 40 и умре 1-ог маија у 1851 г.
Споменуга Его брат Стефан илић на л 1864 г.

### Надгробни споменик Цмиљани Јовичић (†1852) у Грабу
Овде почива ЦМИЉАНА кћи Риста иовичића а супруга милосава Елуше
живи: 24 го престависе јуни : м 20: 1852

### Надгробни споменик Вуксану Илићу (†1859) у Грабу
Овде Почива Раб Божии ВУКСАН ИЛИЋ Жител с: Граба
поживио 28 г: данас ран. оде на истину 4 Марта у 1859. л:

### Надгробни споменик Тому Илићу (†1859) у Грабу
Овде почива раб божи ТОМО ИЛИЋ из Граба а кои поживи 47 г.
умре 6-г априла 1859 г. бог даму душу прости
оваи билег подижему зет његов млађен ђоковић и кћи Ана

### Надгробни споменик Миловану Јелушићу (†1863) у Грабу
Овде почива раб Божии МИЛОВАН ЕЛУШИЋ
Бивши главни трговац: и марвенокупац: драгачевски
поживи 40: год: и престави у блажен: вечнос: 12 мар 1863. г:
Оваи билег сподиж жалосн отац Милић его
Писа Василије Трашевић из Горачи(ћа)

### Надгробни споменик Ђурђији Ковачевић (†1863) у Грабу
овде почива раба божија ЂУРЂИЈА супруга пера ковачевића из Граба
поживи 48 г. и умре 19 декемвра 1863 г.

### Надгробни споменик Николи Илићу (†1864) у Грабу
Пред овим, биљегом почива раб Божи НИКОЛА ИЛИЋ
бивши Воиник стоеће Воиске, у Београду
при Владенију Књаза АЛЕКСАНДРА Карађорђев:
после тога биое Четовођа народне Воиске 4. г:
поживи 35. г: умре, 31. јулија 1864. г:
Оваи Биљег, подиже отац Его гаврило
писа Милосав Милосављев. из лисица

### Надгробни споменик Ристу Јовичићу (†1865) у Грабу
МИХАИЛ М. ОБРЕНОВИЋ III по милости божијој и вољи народа књаз србски
РИСТУ ЈОВИЧИЋУ а из села Граба у окружју чачанском
уважавајући заслуге кое сте ви учинили Србии године 1815.
учествовавши у рату за ослобођење отечества
под предводитељством мога оца блаженопочившег књаза Милоша
подарили смо вам за знак отликовање крст таковски
кои ће те на тробојној пајантлики са леве стране на прсима носити.
У Београду 23. мај 1865.

### Надгробни споменик Гаврилу Илићу (†1867) у Грабу
Овде почива благословени раб божи ГАВРИЛО ИЛИЋ
бивши Трговац Свињарски, и жител села Граба,
поживи 66. г. чесно и поштено.
Престависе 25 фервуарија 1867. год.
Оваи споменик подигошему: син Марко и синовац Милисав
писа Милосав Милосављевић из лисица

### Надгробни споменик Живану Јовичићу (†1867) у Грабу
Споменик израдио драгачевски каменорезац Милосав Милисављевић.

### Надгробни споменик Мијаилу Ковачевићу (†1874) у Грабу
Пред овим каменом почивају земни остаци блаженоупокојеног
МИЈАИЛА КОВАЧЕВИЋА из Граба
бив(шег) кмета и председника општине Рогачке.
Поживе 90 година умро 30. августа 1874. год.
Овај споменик подиже му син Лазар.

### Надгробни споменик Милени Јовичић (†1875) у Грабу
Ова надгробна плоча под којом лежи тело
МИЛЕНЕ жене Риста Јовичића из Граба
која га је послужила часно и поштено у старости и у слабости.
Престависе 27 декембра 1875 г. И Бог да јој душу прости.
Прва му је жена била Пауна која га је послужила 32 године.
Родила му 6 синова и три кћери.

### Надгробни споменик Ранку Илићу (†1877) у Грабу
Напред код овог споменика постоји тело господина
РАНКА ИЛИЋА из села Граба. Поживио 30 г.
На Брњици у рату с Турцима ранисе 6. августа 1876 год.
и од рана 9. марта 1877 год. умре.
Његова светлост Књаз српски Милан Обреновић III
за храброст јуначку даровао је Ранка 30-тог децембра 1876 г.
Сребрном колајном Н 17456.
Споменик подиже отац Милан Илић.

### Надгробни споменик Ани Јелуши (†1877) у Грабу
Споменик израдио драгачевски каменорезац Глишо Дмитрић.

### Надгробни споменик Јовани Јовичић (†1879) у Грабу
овде тико почива раба Божиа ЈОВАНА прва супр: павла јовичића: из Граба.
А којаје поживила 52 године и родилаје 7 синова и три кћери
А преставиласе у вечност 26-тог марта 1879 г. и бог дајој душу прости
писа Глишо

### Надгробни споменик Радовану Јовичићу (†1895) у Грабу
Живота људског кратки су дани  а још краћи кад живот узму душмани.
Овде почива РАДОВАН ЈОВИЧИЋ угледни домаћин из овог села Граба
који чесно и поштено поживе 35. год. а погину од зликоваца ноћу
28. априла 1895. год.
Еј зликовци што на своју децу не помислисте
те ми живот не остависте
не дадосте ни зори осванути
ни душом данути
ни са мојом децом се поздравити...

### Надгробни споменик Николи Стеванчевићу (†1915) у Грабу
НИКОЛА СТЕВАНЧЕВИЋ каплар кадровске чете 1. баталијона Х. пеш. Пука
погинуо на Београду 4. октобра 1915.
Спомен му подижу брат Коста и сестра Вукосава

## Рајичића гробље

### Надгробни споменик Гаврилу Васовићу (†1828) у Грабу
Овде почива раб божи ГАВРИЛО  ВАСОВИЋ
бивши кмет 18 Г: о. села гра. и поживи 60 Г:
умр. 7-ог Јануара 1828 Г. у Грабу

### Надгробни споменик Аранђији Васовић (†1840) у Грабу
1840
аранђија мајка радисава Вас(овића) поживи 80. Г.

### Надгробни споменик стогодишњаку Вујици Илићу (†1841) у Грабу
овде почива старац ВУИЦА ИЛИЋ од 116. Л. умр. 1841

### Надгробни споменик Јани (†1843) у Грабу
Зде почива раба божиа иана престависе 30 се м 1843. Л

### Надгробни споменик Мијаилу Новичићу (†1849) у Грабу
Овде почива Раб Божии МИЈАИЛО НОВИЧИЋ Жит: Села Граба
поживе 60. Г: и умре 25: Ноембра 1849

### Надгробни споменик Радисаву Васовићу (†1851) у Грабу
1851
овде почива радисав васовић поживе 50. Г. и Ум 30. иануара у Грабу

### Надгробни споменик Стевану Новићу (†1858) у Грабу
Споменик израдио драгачевски каменорезац Василије Живановић Трашевић.

### Надгробни споменик Јован Васовићу (†1861) у Грабу
Овде почива раб божи ИОВАН ВАСОВИЋ из граба
бив. у занимању дрводеља
поживи 35 г: умрие 6. феб. 1861
огради Его синовац Јанко,
а писа Милош Ковачевић из губеревац(а).

### Надгробни споменик Илији Шипети (†1861) у Грабу
овде почива раб божии ИЛИЈА син Марка шипете из граба
поживи; 31 г. и умре 12 маја 1861. г.
оваи спом: подиже Ра: брат. его

### Надгробни споменик Сретену Васовићу (†1862) у Грабу
Овде  почива блажено упокоени раб божи СРЕТЕН ВАСОВИЋ из граба
бивш[и] кмет 10 г. а у доброи љубави и миру
с браћом коншијама знанцима и пријатељима
поживи Г. 48. и умре 12. декем, 1862 Г.

### Надгробни споменик Јанку Новичићу (†1863) у Грабу
Оваи билег. показуе: тело: србина:
ЈАНКА: НОВИЧИЋА преседатела обштине Рогачке
кои: поживи 35 Го: а пресе(ли се) у вечнос.
20-ог Маиа у 1863: Години бог даму душ(у) прости

### Надгробни споменик Милосаву Васовићу (†1864) у Грабу
Овде почива раб божи МИЛОСАВ ВАСОВИЋ из граба
поживи 21. Го: бив: воин: у зекциру учења с народним воинством;
и умре 11. Апри: 1864. Г.
Оваи надгробни спомен удари Его брат урош в.
Писо М: К: из Г.

### Надгробни споменик Урошу Васовићу (†1869) у Грабу
Приђи ближе слатки мили роде и прочитаи подпис овде
кои показуе гди почива раб божии
УРОШ ВАСОВИЋ жител граблански кои поживи 47. Година
престависе 15-г Јануара у 1869: го: Бог даму душу прости
оваи надгробни спомен подигошему Антоние и Танасие и Еврем
синови его и милош брат его исте године
писа Глишо Дмитрић из котр(аже)

### Надгробни споменик Максиму Рајичићу (†1872) у Грабу
Раб Божи МАКСИМ
приђи ближе мили читатељу куде иташ да прочиташ
у најлепшем милом моме веку тело моје већ труне у мраку,
кад на радост радња моја пође немила смрт одма ме нађе
Р:Б: МАКСИМ РАИЧИЋ из Граба
бившег војника народње војске 7. г.
у 23. г. живота свога 25ог Марта у 1872. г...

### Надгробни споменик Миладину Вујовићу (†1895) у Грабу
На споменику Миладину Вујовићу кога су хајдуци убили пише:
Овде почива Миладин Вујовић угледни домаћин из Граба
кога су непознати зликовци 13 јула 1895 године
у својој кући ухватили, опљачкали и убили.
3авист, злоба, та паклена чеда пре времена живот му узеше,
душа оде ка престолу свевишњега Бога да се тужи на злотворе своје
и да у царству вечитога Бога у њој блаженства нађе.
А ти тужна родбино његова у надању очекнућеш праведна божијег суда,
који суди сваком по заслузи својој.
Живео је 60 година са сваком љубавно;
и сваком је у нужди указивао”
(недостају два реда и на дну пише)
... братска помоћ.
Али дивљи зликовци лаком за туђим богатством
а наговорени злобом и пакошћу прекратише пре времена његов живот.
О вечна и неумитна правдо божија, суди им по делима њиховим.
Споменик овај подигоше му верна супруга Ружа
и синовац Миливоје Вујовић.

### Надгробни споменик испрошеној девојци Челестини (†1904) у Грабу
Овде Почивају Смртни Остатци
испрошене девојке ЧЕЛЕСТИНЕ
кћи Ранка Стеванчевића из Граба
која поживи 19. Година
а престави се 19 октомбра. 1904. Год.
Она је Сама Себе смрт Створила:
поводом паклени подводиља и крволокиња из своје околине;
али Милостиви творац судиће Свакоме по Правди
Споменик овај подиже јој свак Стојан Васовић

### Надгробни споменик Драгомиру Мариновићу (†1915) у Грабу
Овај спомен показује јуначку смрт
ДРАГОМИРА МАРИНОВИЋА из Граба кои поживи 39. г.
А учествовао у рату од 1912. до 1915. Г.
I чете I батаљ. 10 пук II позив
а умро 15 јануара 1915 Г. у Албанији.
Бог да му душу прости
Споменик сподижу му синови Миљко и Јован.

### Надгробни споменик Драгомиру Мариновићу (†1917) у Грабу
Овај споменик означава јуначку смрт
МИЛУТИНА МАРИНОВИЋА из Граба
поживи 24 год. А као војник I чете I батаљона 11. Пука
учествовао је у рату од 1913. до 1915 Године.
А умро је у ропству 10 јуна 1917 г. у Кенизбраку.
Бог да га прости
Овај спомен подигошему
Браћа Благоје Радован и Стојан и мајка Станојка

## Крајпуташи у Грабу

### Крајпуташ Јакову Новичићу (†1849) у Грабу
1849
овде почива ЈАКОВ син Мијаила Новичића из Села Граба
поживе... Г; и Погибе за правду Жертвујући Пред кућом,
своиом од злобива коншије ПАВЛА ИЛИЋА
а и прегдашњи крвопилаца Србски

### Крајпуташ Алекси Мрдаковићу (†1876) у Грабу
Овое спомен АЛЕКСИ Мрдаковићу из Рогаче
I класе десетару драгачевског баталиона
коие крабро борећисе против Турака
за славу и слободу србског народа
22. августа 1876. г: на Чемерници погинуо
у 31. години свог живота.
Бог даму душу прости.
Оваи му спомен подиже стараоц Вељко Јелуша
и насљедница Наталија

### Крајпуташ Добросаву Јелуши (†1890) у Грабу
Овде почива дични Србин:
Добросав Јелуша из Граба.
Председник општине Рогачке
и вођа народне радикалне странке.
Поживи 37 година.
А осели се у вечност 3.децембра 1890.Г:
Бог да му душу прости
Овај спомен подиже му тужни отац Мића Јелуша
и његова жалосна удова Василија

### Крајпуташ Петру Јелушићу (†1913) у Грабу
Приђи ближе мили српски роде
не пожали труда свога што ћеш стати
овај тужни спомен прочитати
ПЕТРА ЈЕЛУШИЋА из Граба
доброг и поштеног грађанина
који је изучио четири разреда ос. школе
и 6 разреда гимназије...
ратовао је као коморџија1 чете I батаљона
X пука I позива народне војске
који поживи З8.г. а умрије у Тиранима
19. јан. 1913.Г.
и остави 2 мушка и 5 женске деце.
Овај споменик подигоше синови Милован и Милоје
и супруга Станојка.

### Крајпуташ Тихомиру Јовичићу (†1913) у Грабу
Ој, Србине, брате, и Српкиње миле сеје
приђи ближе те прочитај овај тужни спомен
који показује краброг српског војника и јунака
ТИКОМИРА Јовичића из Граба
који у 27 години свога живота
јуначки борећи се са Турцима
1912.Г. и са Бугарима 1913. год.
и славно погибе од крволочних Бугара
на Дренку 18. јуна 1913. год.
и ту јуначким костима постави границу
Велике Србије и Македоније.
Вечни му помен и слава.
Покојни Тикомир осто је сироче без оца у 6 год.
јединац био и одрастао код својих стричева.
Изучи основну школу Тијањску.
Бог да му душу прости.
По смрти своје остави за навек уцвељену супругу Анку
и три нејака сина Живан од 7 г. Драгољуб од 5г.
Стојан од по г. који му овај спомен подигоше.

### Крајпуташ Милану Шипетићу (†1914) у Грабу
Ој путниче мили српски роде,
постој мало овде те прочитај овај спомен
краброг ратника МИЛАНА ШИПЕТИЋА из Граба
који је ратовао у турском, бугарском и аустроугарском рату,
био је у бојној комори па поживи 50 година
а погибе код Црне Баре,
аустријског рата 7 септембра 1914 године.
Бог да му душу прости.
Овде нису кости Миланове
него су остале где је погинуо.
Овај му спомен подиже мајка Милосава
и супруга Перса и брат Радојица
и синови Гвозден и Марко и Огњен.

### Крајпуташ браћи Самарџић - Миленку (†1916) и Илији (†1912) у Грабу
Две стране крајпуташа помињу два рођена брата:
Овај спомен показује два имена и два рођена брата
МИЛЕНКО САМАРЏИЋ из Рогаче
војник II батерије хаубичког пука
поживе 32 год. прелазећи преко Албаније
од ратних напора разболи се и умре на острву Виду
6 јануара 1916 године.
Ова страна означава војника
ИЛИЈУ П. САМАРЏИЋА из Рогаче
редов друге чете I батаљона 10 пешад. пука,
ратоборца из балканских ратова
поживе 24 године и ратујући са Турцима
славно погибе на положају Љум-куле
8. XII 1912 године.
Слава им.
Спомен подиже њин брат Милутин Самарџић 1935. године.